# СУ-152 «Таран»
СУ-152 «Таран» (индекс ГАБТУ — Объект 120) — советская опытная 152-мм самоходная противотанковая пушка. Разработана на Уральском заводе транспортного машиностроения. Главный конструктор шасси — Г. С. Ефимов, 152-мм орудия М-69 — М. Ю. Цирульников, 152-мм боеприпасов — В. В. Яворский. СПТП СУ-152 «Таран» предназначалась для борьбы с танками, самоходными орудиями и другой техникой противника с расстояния прямого выстрела не менее 3000 метров. Работы по САУ «Таран» были прекращены в 1960-е годы до начала заводских испытаний.

## История создания

### Предпосылки к созданию
В 1953 году на пост Первого секретаря ЦК КПСС был назначен Н. С. Хрущёв. С этого момента система ракетно-артиллерийского вооружения СССР стала претерпевать существенные изменения. Основной упор при разработке новых образцов вооружения был сделан на ракетные системы и отказ от классических артиллерийских орудий. Уже в 1953 году был поставлен вопрос об установке на танки ракетного оружия. В 1956 году были созданы межведомственные секции, занимавшиеся разработкой тактико-технических требований и подготовкой тем для проведения научно-исследовательских и опытно-конструкторских работ. По результатам совместной работы межведомственными секциями были оформлены тематические карточки на создание в течение четырёх лет двух истребителей танков с ракетным вооружением массой от 25 до 30 тонн и двух тяжёлых ракетных танков массой от 40 до 45 тонн.
Официально разработка новых ракетных танков и истребителей танков была задана 28 мая 1957 года Постановлением Совета министров СССР. Истребители танков предполагалось использовать для прикрытия танкоопасных направлений на дистанциях до вражеских объектов от 2 км и более. При этом помимо ракетного варианта одновременно рассматривалась возможность создания истребителя танков с классическим артиллерийским орудием, установленным на легкобронированное шасси, в результате чего 8 мая 1957 года Постановлением Совета министров СССР была открыта НИР «Таран».

### Разработка и испытания
Головным исполнителем НИР «Таран» было назначено ОКБ-3 Уральского машиностроительного завода, пушка проектировалась в СКБ-172 Пермского машиностроительного завода имени В. И. Ленина, за боеприпасы отвечал московский НИИ-24. К концу 1957 года СКБ-172 совместно с другими предприятиями, принимавшими участие в НИР «Таран», были проведены работы по выбору оптимального калибра разрабатываемой противотанковой пушки. В ходе проработок были рассмотрены калибры 130 и 152,4 мм. Вариант орудия калибром 130 мм получил заводское обозначение М-68, а вариант калибра 152,4 мм — М-69.
| Таблица ТТХ баллистических решений, предложенных к использованию в пушке СУ-152 «Таран» |          |         |
| Заводское обозначение орудия                                                            | М-68     | М-69    |
| Тип орудия                                                                              | нарезное | гладкое |
| Калибр орудия, мм                                                                       | 130      | 152,4   |
| Проектная масса орудия, кг                                                              | 3800     | 4500    |
| Масса БПС, кг                                                                           | 9        | 11,5    |
| Начальная скорость БПС, м/с                                                             | 1800     | 1720    |
| Дальность прямого выстрела, м                                                           | 2150     | 2050    |
| Бронепробиваемость (60° на 1 км), мм                                                    | 170      | 180     |
| Бронепробиваемость (0° на 1 км), мм                                                     | 350      | 315     |

Выстрелы для пушки М-68 были разработаны в НИИ-24 под руководством В. С. Кренева, в том время как для пушки М-69 разработкой выстрелов руководил В. В. Яворский. В 1958 году Пермским машиностроительным заводом имени В. И. Ленина были изготовлены экспериментальные стволы для отработки баллистики пушек М-68 и М-69. Стволы были установлены и испытаны в баллистической установке М-36-БУ-3. По результатам совместного совещания между представителями ОКБ-3, СКБ-172 и НИИ-24 к дальнейшей разработке и установке в СУ-152 «Таран» была выбрана пушка М-69. Одной из причин выбора пушки М-69 являлось наличие в боекомплекте кумулятивного снаряда, в то время как в пушке М-68 предполагалось использование только бронебойных подкалиберных снарядов.
К январю 1960 года Пермским машиностроительным заводом были изготовлены и отправлены на Уралмаш два образца пушки М-69, предназначенные для монтажа в самоходную артиллерийскую установку СУ-152. Опытный образец САУ «Таран» был отправлен на заводские испытания, где совершил несколько выстрелов, после чего испытания были остановлены, а постановлением Совета министров СССР от 30 мая 1960 года все работы по теме «Таран» были прекращены. В качестве официальной причины закрытия работ называется появление более эффективных противотанковых ракетных комплексов и 125-мм пушки Д-81, однако в качестве альтернативной версии упоминаются действия «ракетного лобби» в Министерстве обороны СССР, таким образом избавлявшегося от разработок, которые могли составить конкуренцию системам с ракетным вооружением.

## Описание конструкции

### Броневой корпус и башня
Противотанковая САУ СУ-152 «Таран» выполнена по башенной схеме. В качестве базового было взято шасси самоходной противотанковой пушки СУ-152П. Корпус САУ был сварен из стальных броневых катаных листов и разделён на три отделения: силовое (моторно-трансмиссионное), отделение управления и боевое. Толщина лобового листа корпуса составляла 30 мм. Согласно тактико-техническим требованиям лобовая броня корпуса и башни должна была защищать САУ от поражения бронебойными снарядами калибра 57 мм с ударной скоростью 950 м/с. В передней части корпуса по правому борту располагалось моторно-трансмиссионное отделение. Слева от него находилось место механика-водителя с органами управления шасси. В средней и кормовой частях корпуса располагалось боевое отделение. На крыше корпуса на шариковый погон вместо поворотной тумбы установлена сварная башня кругового вращения. Поворот башни осуществлялся с помощью электрического привода. В башне размещалось орудие и барабанная укладка со снарядами.

### Вооружение
В качестве основного вооружения использовалась противотанковая пушка М-69. Длина ствола составляла 9045 мм. Вертикальное наведение осуществлялось с помощью гидравлического привода. Для снижения загазованности боевого отделения пушка была снабжена эжектором. На дульном срезе ствола был установлен дульный тормоз. Длина отката составляла 300 мм, а сила сопротивления откату — 53,5 тс. На пушке М-69 был установлен полуавтоматический клиновой затвор. Заряжание — раздельно-гильзовое. В целях обеспечения высокой скорострельности во время стрельбы после каждого выстрела орудие автоматически приводилось на угол заряжания. Максимальная скорострельность САУ «Таран» составляла 2 выстрелов за 20 секунд.
Пушка могла вести стрельбу осколочно-фугасными снарядами весом 43,5 кг, подкалиберными бронебойными снарядами весом 11,5 кг, а также кумулятивными снарядами. Для стрельбы осколочно-фугасными снарядами применялись два типа зарядов: полный — массой 10,7 кг, и уменьшенный — массой 3,5 кг. Для бронебойного снаряда использовался специальный заряд массой 9,8 кг. Бронебойные снаряды были способны пробивать броню толщиной до 295 мм с дистанции до 3500 м. Дальность прямого выстрела составляла 2050 м при высоте цели 2 м и 2500 м при высоте цели 3 м. Для наведения орудия на цель в светлое время суток использовался прицел ТШ-22, в тёмное время — перископический ночной прицел. Общий возимый боекомплект САУ составлял 22 выстрела. В состав дополнительного вооружения входил 14,5-мм пулемёт, а также 2 автомата АК-47 и 20 ручных гранат Ф-1.
| Таблица бронепробиваемости невращающегося бронебойного подкалиберного снаряда пушки М-69 |      |      |      |      |
| Угол наклона брони / Расстояние, м                                                       | 1000 | 2000 | 3000 | 3500 |
| 0°                                                                                       | 370  | 340  | 310  | 295  |
| 30°                                                                                      | 328  | 304  | 280  |      |
| 60°                                                                                      | 179  | 167  | 155  | 149  |

### Средства связи
Внешняя радиосвязь осуществлялась с помощью радиостанции Р-113. Радиостанция Р-113 работала в УКВ-диапазоне и обеспечивала устойчивую связь с однотипными станциями на расстоянии до 20 км. Переговоры между членами экипажа осуществлялись через аппаратуру внутренней связи Р-120.

### Двигатель и трансмиссия
В СУ-152 «Таран» устанавливался V-образный 12-цилиндровый четырёхтактный дизельный двигатель В-105 (В-54-105) жидкостного охлаждения с наддувом мощностью 400 л.с. Двигатель В-54-105 был создан на базе серийного двигателя В-54 и имел следующие отличия:
- в насосе НК-10 отсутствовал пружинный корректор
- была изменена конструкция выпускных патрубков, впускного коллектора, привода вентилятора и крышки водяного насоса
- масляный фильтр «Кимаф-СТЗ» устанавливался на отдельном кронштейне
- дополнительно размещался генератор Г-74 мощностью 3 кВт
- моторесурс был увеличен
- для повышения эффективности охлаждения конструкция радиаторной решётки были изменена[14][10].

### Ходовая часть
Ходовая часть СУ-152 «Таран» представляла собой шасси противотанковой САУ СУ-152П, унифицированной с самоходной противотанковой пушкой СУ-100П, и состояла из семи пар обрезиненных опорных и четырёх пар поддерживающих катков. В задней части машины находились направляющие колёса, в передней — ведущие. Гусеничная лента состояла из мелких звеньев с резинометаллическими шарнирами цевочного зацепления. Ширина каждого трака 412 мм при шаге 133 мм. Подвеска СУ-152 «Таран» — индивидуальная торсионная. На первом и седьмом опорных катках были установлены двухсторонние гидроамортизаторы.

## Оценка машины
|                                                                              | СУ-152 «Таран»      | ИТ-1 «Дракон»    | RakJPz 2         |
| ---------------------------------------------------------------------------- | ------------------- | ---------------- | ---------------- |
| Классификация истребителя танков                                             | Противотанковая САУ | Ракетный танк    | Ракетный танк    |
| Базовое шасси                                                                | СУ-152П             | Т-62             | Jpz 4-5          |
| Масса, т                                                                     | 27                  | 35               | 24,5             |
| Экипаж, чел.                                                                 | 4                   | 3                | 4                |
| Тип бронирования                                                             | противоснарядное    | противоснарядное | противоснарядное |
| Толщина лобовой брони корпуса, мм                                            | 30                  | 100              | 30               |
| Углы ГН, град.                                                               | 360                 | 360              | —90…+90          |
| Возимый боезапас, выстр.                                                     | 22                  | 15               | 14               |
| Минимальная дальность стрельбы, м                                            | неограничена        | 300              | 500              |
| Максимальная дальность стрельбы, м                                           | 3500                | 3300             | 3000             |
| Бронепробиваемость на дальности 3 км, мм                                     | 310                 | 500              | 600              |
| Максимальная скорострельность на максимальную дальность стрельбы, выстр./мин | 6                   | 2,5              | 1—2              |
| Калибр пулемёта, мм                                                          | 14,5                | 7,62             | 7,62             |
| Максимальная скорость по шоссе, км/ч                                         | 63                  | 48               | 70               |
| Запас хода по шоссе, км                                                      | 280                 | 485—500          | 420              |

Основным советским аналогом при создании САУ СУ-152 «Таран» являлся ракетный танк ИТ-1, вооружённый противотанковым ракетным комплексом 2К4 «Дракон» и разрабатывавшийся параллельно с СУ-152. По своему назначению и планируемой тактике применения ИТ-1 и СУ-152 были одинаковы, при этом СУ-152 имела ряд преимуществ и недостатков по сравнению с ракетным танком ИТ-1.
К основным преимуществам СПТП СУ-152 «Таран» по сравнению с её ракетным аналогом относилась высокая скорострельность при стрельбе на максимальную дальность. При этом нагрузка на наводчика приблизительно соответствовала танку Т-62, тогда как нагрузка на оператора ИТ-1 была повышена в 2,3 раза. Вероятность поражения цели с первого выстрела при стрельбе из СУ-152 на дальности до 2500—2700 м приблизительно соответствовала таковой у ИТ-1, при этом минимальная дальность стрельбы САУ «Таран» не была ограничена, в том время как система управления ракетой 3М7 комплекса «Дракон» позволяла управлять ракетой с дистанции не менее 300 метров. Возимый боекомплект СУ-152 был на 7 выстрелов больше, чем у ИТ-1.
К недостаткам СПТП «Таран» относился меньший уровень бронирования по сравнению с ИТ-1, однако данный недостаток при стрельбе с дистанций выше 2 км нивелировался малой вероятностью прямого попадания снаряда в корпус САУ, при этом обеспечивалась защита от снарядов калибра до 57-мм, пуль и осколков. Бронепробиваемость бронебойно-подкалиберного снаряда САУ СУ-152 была существенно ниже, чем у ИТ-1, но при этом даже при стрельбе на максимальную дальность пушка М-69 обеспечивала поражение брони танков, состоявших в то время на вооружении стран-участниц НАТО.
Зарубежным аналогом СУ-152 «Таран» класса «истребителей танков» был самоходный противотанковый комплекс «Raketenjagdpanzer 2», разработанный ФРГ и принятый на вооружение бундесвера в 1967 году. В отличие от САУ «Таран» истребитель танков Raketenjagdpanzer 2 имел ограниченный до 180° угол горизонтального наведения, а максимальная дальность стрельбы составляла 3000 м. Возимый боекомплект RakJPz 2 составлял 14 ракет противотанкового комплекса SS.11, по сравнению с 22 выстрелами у СУ-152, а минимальная дальность стрельбы ограничивалась 500 метрами. По бронепробиваемости ракеты SS.11 обеспечивали поражение 600 мм гомогенной броневой стали на любой доступной дистанции стрельбы. По скорострельности, даже несмотря на наличие двух ракетных установок, RakJPz 2 существенно уступал СПТП «Таран».
Сама конструкция СУ-152 «Таран» существенно отличалась от самоходных артиллерийских установок времён Великой Отечественной войны и послевоенного периода, разработанных в СССР, и являлась первым представителем следующего поколения самоходных артиллерийских установок СССР. Основным отличием СУ-152 от систем предыдущего поколения была закрытая компоновка САУ с орудием установленным во вращающейся на 360° башней. Однако, несмотря на ряд преимуществ перед ракетным танком ИТ-1 и инновационную компоновку, работы по СУ-152 «Таран» были остановлены, а на вооружение поступил ракетный танк ИТ-1. Причинами отказа от САУ «Таран» называлось появление альтернативных более эффективных противотанковых средств, недоведённость некоторых узлов и агрегатов САУ, неготовность и нежелание «ракетного лобби» Министерства обороны СССР к принятию такой системы на вооружение.
Уже после закрытия работ по СУ-152 «Таран», в 1964 году, 3 ЦНИИ вновь предложил наряду с ПТРК иметь в системе вооружения противотанковую САУ, унифицированную по баллистике и боекомплекту с пушкой Д-81. Результатом этого предложения стало начало опытно-конструкторских работ по созданию противотанковой пушки «Спрут-С». Конструкторский и научный заделы, а также ряд технических решений, принятых в ходе создания САУ «Таран», были применены уже при создании САУ 2С3 «Акация».

## Сохранившиеся экземпляры
- Россия:
  - г. Кубинка — единственный опытный экземпляр находится в экспозиции Центрального музея бронетанкового вооружения и техники в Кубинке.

### Сноски
1. ↑  При высоте цели 2 м.